# Ліоні
Ліоні (італ. Lioni) — муніципалітет в Італії, у регіоні Кампанія,  провінція Авелліно.
Ліоні розташоване на відстані близько 260 км на південний схід від Рима, 80 км на схід від Неаполя, 34 км на схід від Авелліно.
Населення — 6217 осіб (2014).
Щорічний фестиваль відбувається 16 серпня. Покровитель — святий Рох.

## Демографія
Населення за роками:

Станом на 1 січня 2023 року в муніципалітеті офіційно проживали 152 іноземці з 19 країн, серед них 50 громадян країн Євросоюзу та 11 громадян України.

## Сусідні муніципалітети
- Баньолі-Ірпіно
- Калабритто
- Капозеле
- Морра-Де-Санктіс
- Нуско
- Сант'Анджело-дей-Ломбарді
- Теора